# Staufer-Rundbild
Das Staufer-Rundbild ist das im Kapitelsaal des Klosters Lorch befindliche, mit einer Länge von 30 Metern und 4,5 Metern Höhe größte Gemälde auf Leinwand in Südwestdeutschland, das historisierend Aufstieg und Fall des deutschen und europäischen Herrschergeschlechts der Staufer in den Jahren 1102 bis 1268 darstellt. Künstler war der damals in Lorch wohnhafte Hans Kloss (1938–2018).
Die Fertigstellung erfolgte zur 900-Jahr-Feier des Klosters am 3. Mai 2002. Die Vollendung des Kunstwerks soll viereinhalb Jahre in Anspruch genommen haben. Die Finanzierung des Kunstwerks erfolgte teilweise dadurch, dass sich etwa 200 Personen aus der Region gegen Entgelt auf dem Gemälde verewigen ließen.